# Velike Lašče
Velike Lašče (em alemão:  Großlaschitz) é um município da Eslovênia. A sede do município fica na localidade de mesmo nome.